# Fire Bugs
Fire Bugs  es un corto de animación estadounidense de 1930, de la serie Talkartoons. Fue producido por los estudios Fleischer y distribuido por Paramount Pictures. El protagonista principal del corto es Bimbo.

## Argumento
Bimbo es bombero y acude a un incendio en un edificio. En una de las habitaciones en llamas encuentra a un pianista que, ajeno al fuego, interpreta la Rapsodia húngara n.º 2 de Franz Liszt.

## Realización
Fire Bugs es la quinta entrega de la serie Talkartoons y fue estrenada el 9 de mayo de 1930. El título alternativo fue Hungarian Rhapsody.